# Alejandro Berrio
Pour les articles homonymes, voir Berrio.
Alejandro Berrio est un boxeur colombien né le 7 août 1976 à Carthagène des Indes.

## Carrière
Passé professionnel en 1997, il remporte le titre vacant de champion du monde des super-moyens IBF le 3 mars 2007 en stoppant au 3e round Robert Stieglitz avant de perdre dès le combat suivant contre Lucian Bute au Centre Bell de Montréal le 19 octobre 2007.